# Bruce Cork
Bruce Cork (1916 – 7. října 1994  byl americký fyzik, který při práci v Lawrence Berkeley National Laboratory objevil antineutron.
Narodil se v Pecku v Michiganu. 
V roce 1946 začal pracovat jako mladý výzkumný pracovník v Lawrence Berkeley National Laboratory pod vedneím Luise Alvareze. Roku 1956 vydal společně s Glenem Lambertsonem, Oreste Piccionim a Williamem Wenzelem článek o objevu antineutronů při srážkách antiprotonů.
Od roku 1968 do roku 1974 působil na Michiganské univerzitě jako profesor. 
Zemřel po dlouhé nemoci v říjnu 1994 ve věku 78 let. 